# Skurup (commune)
Pour l’article homonyme, voir Skurup.
La commune de Skurup est une commune suédoise du comté de Skåne. 15 167 personnes y vivent. Son chef-lieu se trouve à Skurup.

## Localités principales
- Abbekås
- Rydsgård
- Skivarp
- Skurup